# 達貝巴
達貝巴是哥倫比亞的城鎮，位於該國西北部，由安蒂奧基亞省負責管轄，距離首府麥德林206公里，始建於1850年，面積1,883平方公里，海拔高度450米，2002年人口30,088。
7°00′N 76°15′W / 7.000°N 76.250°W